# Vectipelta
Vectipelta („štít z Isle of Wight“) byl rod „obrněného“ dinosaura z kladu Ankylosauria, vyskytujícího se na území současné Anglie v období rané křídy (věk hauteriv až barrem, asi před 132 až 121 miliony let).

## Historie
Fosilie tohoto obrněného dinosaura byly objeveny v sedimentech geologického souvrství Wessex u Chilton Chine (Isle of Wight) v letech 1993 a 1994, dnes nesou sbírková označení IWCMS 1996.153 a IWCMS 2021.75. Původně byl tento materiál řazen k rodu Polacanthus, v roce 2023 byl však popsán jako nový rod a druh ankylosaurida Vectipelta barretti.
Podle současných poznatků byla biodiverzita raně křídových ankylosaurů v západní Evropě značně vysoká, k čemuž přispěl po svém popisu i Vectisaurus. Tento ankylosaur byl patrně sesterským taxonem k rodům Dongyangopelta a Zhejiangosaurus, nespadal přitom ještě do čeledi Ankylosauridae.